# Papyrus 74
- Papyrus
- Onciale
- Minuscules
- Lectionnaire

Le Papyrus 74, dans la numérotation Gregory-Aland, désigné par le sigle {\displaystyle {\mathfrak {P}}}74, est une copie antique du Nouveau Testament en grec. Il s’agit d’un papyrus manuscrit des Actes des Apôtres et des Épîtres avec des lacunae. Le manuscrit date du VIIe siècle, selon les analyses paléographiques.

## Description

### Contenu
Il contient les versets suivants: 
- Actes 1:2-28:31 †;
- Jacques 1:1-5:20 †;
- 1 Pierre 1:1-2,7-8,13,19-20,25; 2:6-7,11-12,18,24; 3:4-5;
- 2 Pierre 2:21; 3:4,11,16;
- 1 Jean 1:1,6; 2:1-2,7,13-14,18-19,25-26; 3:1-2,8,14,19-20; 4:1,6-7,12,18-19; 5:3-4,9-10,17;
- 2 Jean 1,6-7,13;
- 3 Jean 6,12;
- Jude 3,7,11-12,16,24.

### Texte
En dépit de sa date tardive, il s'agit d'un manuscrit fort important et un excellent témoin pour le livre des Actes des Apôtres.
Le texte grec de ce codex est représentatif du genre alexandrin. Aland le qualifie de « texte strict » et le met dans la Catégorie I.
Actes 12:25 on lit εξ Ιερουσαλημ (venant de Jérusalem) comme dans A, 33, 69, 630, 2127; la majorité des textes reprennent εις Ιερουσαλημ (à Jérusalem).
Il ne comprend pas Actes 15:34 comme dans les Codex Sinaiticus, Alexandrinus, Vaticanus, E, Ψ, Byz. et la Peshitta.
Actes 20:28 on lit του κυριου (du Seigneur) — A C* D E Ψ 33 36 453 945 1739 1891, au lieu de l'alexandrin του Θεου (du Dieu), ou du byzantin του κυριου και του Θεου (du Seigneur et Dieu).
Actes 27:16 — καυδα, version que l'on ne trouve que dans le Codex Vaticanus, 1175, la Vulgate et la Peshitta (syriaque). Cette île prend le nom ailleurs de Κλαυδα ou Κλαυδην.

## Lieu de conservation
Ce papyrus est conservé en Suisse à la Bibliotheca Bodmeriana (P. Bodmer XVII) à Cologny.